# Мацкевич, Наталья Ивановна
Наталья Ивановна Мацкевич — советский хозяйственный деятель, Герой Социалистического Труда.

## Биография
Родилась в 1918 году на территории современного Красноярского края. Член КПСС.
В 1932—1971 гг. — доярка Бородинского племенного завода Боградского района Хакасской автономной области Красноярского края.
Указом Президиума Верховного Совета СССР от 22 марта 1966 года присвоено звание Героя Социалистического Труда с вручением ордена Ленина и золотой медали «Серп и Молот».
Делегат XXIII съезда КПСС.
Жила в Боградском районе.

## Награды и звания
- Герой Социалистического Труда (22.03.1966)
- Орден Ленина (22.03.1966)